# DFS Habicht
Dimensions
Le DFS Habicht ("Faucon") est un planeur de voltige conçu en 1936 par Hans Jacobs avec le soutien de la Deutsche Forschungsanstalt für Segelflug. Quatre planeurs ont été utilisés pour les Jeux Olympiques de 1936 où les démonstrations du Habicht au-dessus et littéralement à l'intérieur du stade olympique ont eu un grand succès.

## Utilisateurs
Les qualités de vol du Habicht ont conquis de nombreux pilotes, dont Hanna Reitsch et Marcel Doret qui, grâce à l'appui de Gerhard Fieseler et Hanna Reitsch, a pu acquérir le premier appareil de la série avec lequel il remporte le championnat du monde d'acrobatie en 1938. Il a participé à de nombreux spectacles aériens à l'étranger avant la guerre, y compris les courses aériennes nationales de 1938 à Cleveland, Ohio. :137–138

## Versions spéciales
Des versions modifiées du Habicht, surnommé Stummel-Habicht ("Faucon courtaud"), ont été utilisées pour entraîner les pilotes à l’atterrissage avec le chasseur fusée Messerschmitt Me 163 Komet. Le Me 163 consommait tout son carburant pour atteindre l'altitude de combat, avant de retourner au sol en planant. La vitesse d'atterrissage d'environ 200 km/h demandait un entraînement particulier des pilotes. Les élèves ont donc commencé sur un Stummel-Habicht ou des ailes droites de 8 mètres d'envergure remplacaient les ailes de mouettes de 13,6 mètres du Habicht L'envergure a ensuite été diminuée à 6 mètres.

## Survivants

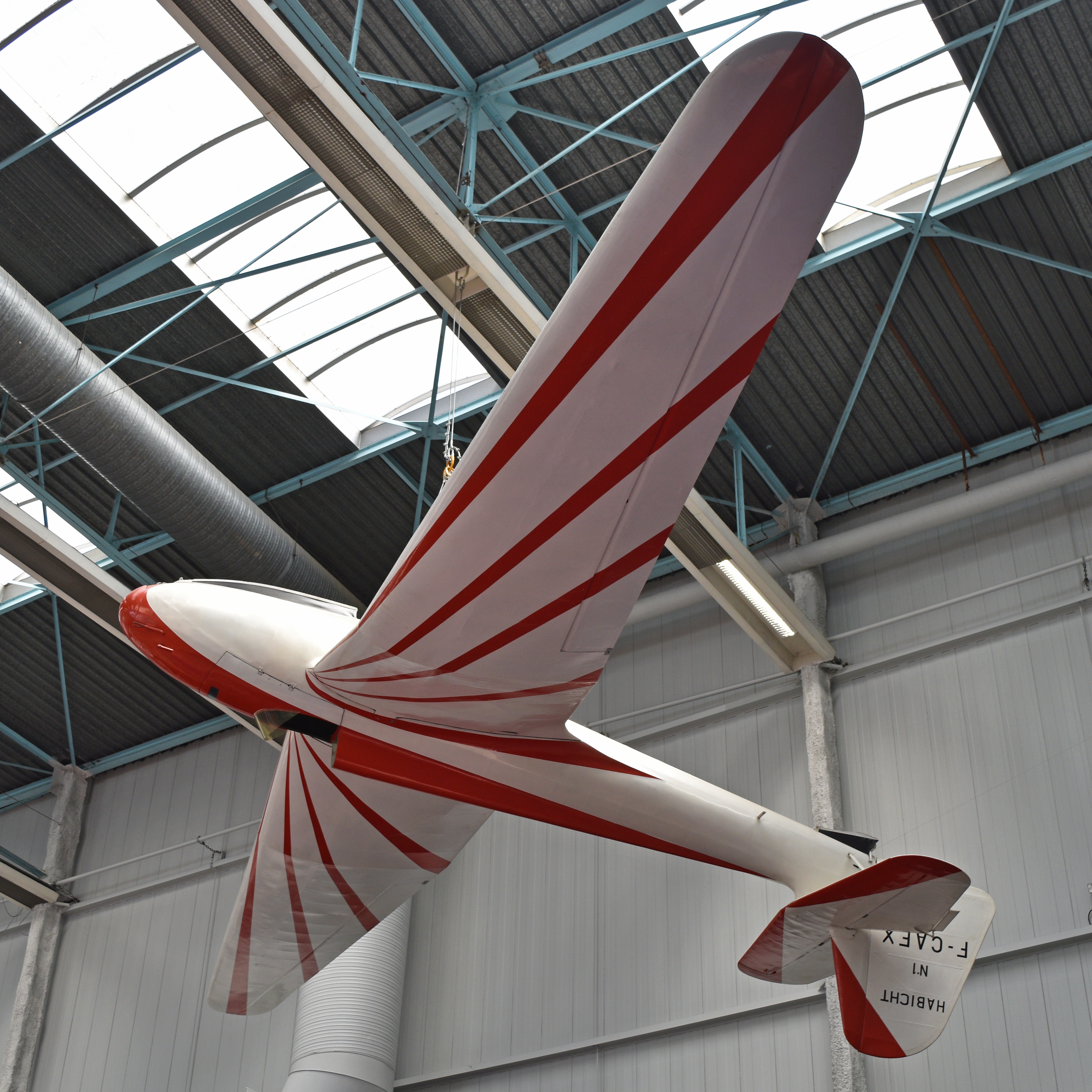
Le DFS Habicht de Marcel Doret au musée de l'air et de l'espace au Bourget

Peu de Habicht ont survécu à la Seconde Guerre mondiale. Le premier exemplaire de la série, celui du célèbre pilote de voltige français Marcel Doret, est exposé au Musée de l'Air et de l'Espace à Paris. Un autre, immatriculé D-8002, a volé dans le sud de l'Allemagne jusqu'à ce qu'il soit détruit par l'effondrement du hangar où il était entreposé. En dehors de ces exemplaires originaux, Türk Hava Kurumu a fabriqué six copies en "rétroingénierie" du Habicht sous le nom de THK-3 en 1945-1946.
Après de longues recherches pour retrouver le dossier de plans, Josef Kurz et d'autres membres de l'Oldtimer Segelflugclub Wasserkuppe ont construit un tout nouveau Habicht. Après une longue carrière en exposition, cet exemplaire, également immatriculé D-8002, vole sur l'aérodrome du club de Wasserkuppe.
Un autre Habicht en état de vol a été construit par la famille Zahn et a volé pour la première fois en 2001. Depuis lors, aux mains du pilote Christoph Zahn, il a assuré des démonstrations de voltige aérienne lors de nombreux spectacles aériens.